# Oneonta (Nova York)
Oneonta és una població dels Estats Units a l'estat de Nova York. Segons el cens del 2000 tenia 13.292 habitants.

## Demografia
Segons el cens del 2000, Oneonta tenia 13.292 habitants, 4.253 habitatges, i 1.913 famílies. La densitat de població era de 1.171,7 habitants per km².
Dels 4.253 habitatges en un 22,1% hi vivien nens de menys de 18 anys, en un 31,4% hi vivien parelles casades, en un 0% dones solteres, i en un 55% no eren unitats familiars. En el 36,4% dels habitatges hi vivien persones soles el 13,5% de les quals corresponia a persones de 65 anys o més que vivien soles. El nombre mitjà de persones vivint en cada habitatge era de 2,2 i el nombre mitjà de persones que vivien en cada família era de 2,87.
Per edats la població es repartia de la següent manera: un 13,6% tenia menys de 18 anys, un 43,1% entre 18 i 24, un 17,6% entre 25 i 44, un 13,8% de 45 a 60 i un 11,8% 65 anys o més.
L'edat mediana era de 23 anys. Per cada 100 dones de 18 o més anys hi havia 80,7 homes.
La renda mediana per habitatge era de 24.671 $ i la renda mediana per família de 40.833 $. Els homes tenien una renda mediana de 31.250 $ mentre que les dones 25.338 $. La renda per capita de la població era de 12.640 $. Entorn del 13,5% de les famílies i el 30,3% de la població estaven per davall del llindar de pobresa.

## Poblacions més properes
El següent diagrama mostra les poblacions més properes.